# EVERYDAY, BE WITH YOU
EVERYDAY,BE WITH YOU（エヴリデイ・ビー・ウィズ・ユー）は、日本の歌手グループ、Eriko with Crunchの楽曲。SPEEDの10thシングル「Breakin' out to the morning」のカップリング曲として発表された。

## 解説
- 1999年5月19日にトイズファクトリーよりリリース。
- 本楽曲は、1995年から1997年にかけて活動した伊秩弘将主宰のボーカル＆ダンスユニットHIMの楽曲をカバー/リメイクしたものである。（同名同曲のオリジナルは、1997年6月21日リリースのHIM 2ndアルバム『HIMIX A2Z』に収録されている。）
- TBS系深夜ドラマ『コワイ童話』主題歌。
- アサヒ飲料『さわやかレモン』CMソング。アサヒのCMソングにSPEEDのシングルCDの楽曲が起用されるのはこれが初めてであった。
- 彼女のソロ楽曲の中で最もBPMの早いダンスナンバーだが、ライブ等でよく披露されている。
- 前作「冷たくしないで」同様、カップリング曲として収録されながらも音楽番組等へ出演、パフォーマンスのチャンスに恵まれた。
- 1stアルバム『My Place』にも収録されている。
- SPEEDのメンバー島袋寛子が自身のライブで1度だけカバーしたことがある。

## クレジット
- 作詞・作曲：伊秩弘将 / 編曲：水島康貴